# Saint-Barthélemy-de-Bussière
Saint-Barthélemy-de-Bussière é uma comuna francesa na região administrativa da Nova Aquitânia, no departamento Dordonha. Estende-se por uma área de 15,06 km². Em 2010 a comuna tinha 222 habitantes (densidade: 14,7 hab./km²).